# هداية الله بدري
ملا هداية الله بدري (بالبشتوية: ملا هدایت الله بدري)‏، هو وزير المالية في إمارة أفغانستان الإسلامية منذ 24 أغسطس 2021.

## سيرته
ولد هدايت الله بدري في باند إي تيمور بمقاطعة مايواند بإقليم قندهار. ينتمي إلى قبيلة إسحاقزاي، وكان صديق طفولة لمؤسس حركة طالبان الملا محمد عمر. وقد عُرف أيضًا باسم حاجي ماما، وهداية الله، وحجي هداية الله، وحياة الله.
خلال فترة التمرد قاد اللجنة المالية لطالبان. تولى تحصيل الزكاة من مقاطعة بلوشستان في باكستان، ونظّم تمويلاً للهجمات العسكرية في قندهار بأفغانستان ولمقاتلي طالبان وعائلاتهم. كما أن لديه روابط بشبكة حقاني، عدد من الدول والمنظمات الدولية بما في ذلك الولايات المتحدة والأمم المتحدة والاتحاد الأوروبي فرضت عقوبات ضده بموجب تدابير مكافحة تمويل الإرهاب.
كان من المقربين من محمد عمر، وشغل منصب المسؤول المالي الأول لعمر وأحد مستشاريه المقربين، حيث عاش معه في القصر الرئاسي خلال نظام طالبان الأول.
عين رئيسا للهيئة المالية لطالبان منتصف عام 2013. ووفقًا لتقرير مجلس الأمن التابع للأمم المتحدة في يناير 2015 أظهر حاجي ماما مع أعضاء آخرين في مجلس شورى كويته اهتمامًا باستئناف مفاوضات السلام مع الحكومة الأفغانية.
في 24 أغسطس 2021 أصبح وزير المالية بالوكالة من قبل إمارة أفغانستان الإسلامية الجديدة.